# 圣托南
圣托南（法語：Saint-Thonan，法語發音：[sɛ̃ tɔnɑ̃]）是法国菲尼斯泰尔省的一个市镇，属于布雷斯特区。

## 地理
圣托南（48°28'44"N, 4°20'9"W）面积11.29 平方千米，位于法国布列塔尼大區菲尼斯泰尔省，该省份为法国最西部的省份，位于布列塔尼半岛西部，北西南三面环大西洋，东临阿摩尔滨海省和莫尔比昂省。
与圣托南接壤的市镇（或旧市镇、城区）包括：凯尔桑普拉贝内克、朗代諾、普卢达涅勒、圣迪维。

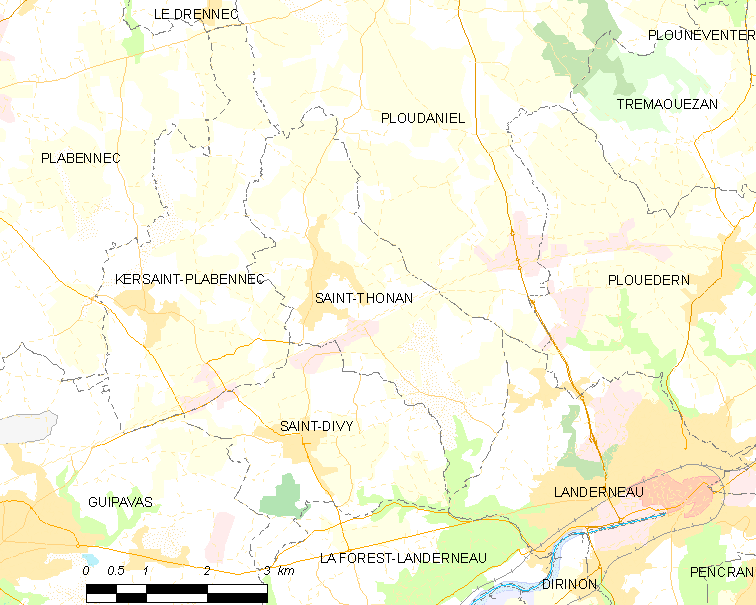
圣托南的OSM定位图

圣托南的时区为UTC+01:00、UTC+02:00（夏令时）。

## 行政
圣托南的邮政编码为29800，INSEE市镇编码为29268。

## 政治
圣托南所属的省级选区为朗代诺县。

## 人口

1962-2008年间圣托南人口变化图示

圣托南于2022年1月1日时的人口数量为1943人。